# Calle Argüelles
La calle Argüelles es una vía pública de la ciudad española de Oviedo.

## Descripción
La vía, que adquirió el título actual en 1869, discurre desde la calle de la Luna, donde conecta con Jovellanos, hasta Uría. Pasa junto a la plaza del Carbayón y tiene cruce con Mendizábal y Pelayo. Con el nombre, honra a Agustín Argüelles Álvarez (1776-1844), político y diplomático natural de la localidad asturiana de Ribadesella, presidente de las Cortes Generales en 1841 y tutor de Isabel II. Aparece descrita en El libro de Oviedo (1887) de Fermín Canella y Secades con las siguientes palabras:

Argüelles.—Desde 1869, antes de La Lana por ser mercado de ésta, particularmente en las ferias de la Ascensión y de Todos los Santos. Las áreas de sus casas eran un rimero de hórreos que en su mayor parte desaparecieron de 1820 á 1825, debajo de los que se colocaban las yerberas. Separadas de las demás por estrechos callejones y adosada á la muralla allí estaba antes una casita, donde la actual núm. 3, que era la triste morada del verdugo de Oviedo.—Ent.: Mendizábal.—Conc.: Jovellanos.
(Canella y Secades, 1887, p. 105)